# Загребелля (Чорнухинська селищна громада)
Загребе́лля —  село в Україні,  у Чорнухинській селищній громаді Лубенського району Полтавської області. Населення становить 366 осіб. До 2018 орган місцевого самоврядування — Мелехівська сільська рада.

## Географія
Село Загребелля знаходиться на лівому березі річки Многа, яка через 5 км впадає в річку Удай вище за течією примикає село Мелехи, на протилежному березі - село Городище.